# 立花止
立花 止（たちばな いたる、1903年(明治36年)3月29日 - 1954年（昭和29年）6月7日）は、日本の海軍軍人。米国駐在時代に情報活動に従事しFBIに逮捕され国外追放処分を受ける（立花事件）。最後の連合艦隊参謀の一人である。最終階級は海軍大佐。

## 人物・来歴
略歴
熊本県出身。鹿本中学を経て海軍兵学校に進む。海兵52期で源田實、内藤雄、淵田美津雄らが同期生である。1925年（大正14年）少尉任官。立花は運用術航海学生を修了した航海科専攻の士官で、駆逐艦「吹雪」、「漣」、軽巡洋艦「川内」、重巡洋艦「三隈」の航海長を務めている。
大尉時代は練習艦隊参謀兼副官として、海兵60期（板谷隆一クラス）らの遠洋航海に参加。満州事変の影響で日米は緊張状態にあったが、司令官・百武源吾を補佐して北米方面に向かい歓迎を受けた。海兵教官、連合艦隊参謀兼副官を2度（計1年8ヶ月）務め、軍令部三部出仕を経て少佐へ進級。海大甲種36期を卒業した。中山定義らが同期である。1939年（昭和14年）6月から米国ロサンゼルス駐在となるが2年後の6月6日、逆スパイにかけられFBIに逮捕される。岡田貞外茂とともに国外追放処分となり日本に帰国した。日米開戦は目前に迫っており、軍令部第三部部長（前田稔）直属部員に配置される。第三部は急ぎ米国に情報要員を送り込んでいるが、真珠湾攻撃後は連絡が途絶えた。
1943年（昭和18年）10月に南東方面艦隊参謀に就任し草鹿任一を補佐。米軍の攻勢が強まり、連日の航空戦が繰り広げられた時期である。1944年（昭和19年）2月のトラック島空襲によりトラック基地が壊滅的被害を受け、ラバウルの航空兵力は同基地へ転用された。航空兵力を失った南東方面艦隊はラバウルでの篭城態勢をとることになる。同年4月には海軍乙事件が発生。古賀峯一をはじめ航海参謀・大槻俊一ら連合艦隊司令部がほぼ全滅し、立花は大槻の後任として連合艦隊へ転出した。同年10月には海上護衛総司令部参謀を兼務、1945年（昭和20年）5月に海軍総隊戦務参謀となる。レイテ沖海戦、天号作戦、海上護衛作戦などに関わるが敗戦を迎え、同年11月予備役編入となった。
立花事件
1935年（昭和10年）、米国で情報活動を行っていた宮崎俊男が逮捕され、日本海軍の対米情報網は壊滅した。立花はその情報網の再建を行っていたが、1941年（昭和16年）5月、米太平洋艦隊司令部の下士官から米海軍の戦艦射撃成績表の入手を図る。ところがこの下士官は逆スパイで、立花は逮捕され立花の部屋からトラック一台分の資料が押収された。事件に関わった高野虎市 やフレドリックラットランドもFBIに逮捕された。　立花逮捕の報を受けて岡田貞外茂はロサンゼルスに向かったが、途中で警察に留置された。立花、岡田は外交特権を有しておらず、起訴となれば服役の可能性が高かった。この時期は駐米大使・野村吉三郎、駐米武官・横山一郎らが米国務長官・コーデル・ハルと緊迫した外交交渉を行っていた時期にあたり、影響を与えかねない事態であった。野村はウェルズ国務次官とスターク海軍作戦部長を、横山は海軍情報部長を訪問し、穏便なかたちでの収拾を図る。野村とハルは「日米交渉上、ドロップするのほかなし」との合意に至り、この事件は立花と岡田を国外追放にする政治的決着で終結した。
親族
- 義父 秋沢芳馬海軍少将（海兵18期）
- 義兄 徳永栄海軍中将（海兵41期）

## 発展資料
- Loureiro, Pedro (1989年). “The imperial Japanese Navy and espionage: The Itaru Tachibana case” (英語). p. 105-121. doi:10.1080/08850608908435094. 2020年6月13日閲覧。 - Published online on January 9, 2008
- “Federal Bureau of Investigation. Itaru Tachibana espionage case.” (英語).  University of Southern California Digital Library. 2020年6月13日閲覧。
- “Federal Bureau of Investigation (FBI). Itaru Tachibana and Toraichi Kono espionage case” (英語).  University of Southern California Digital Library. 2020年6月13日閲覧。